# Шегмас (река)
Шегмас (Шегмес) — река в России, течёт по территории Удорского района Республики Коми и Лешуконского района Архангельской области. Левый приток реки Мезенская Пижма.
Длина реки составляет 59 км.
Впадает в Мезенскую Пижму на высоте 97 м над уровнем моря юго-восточнее одноимённой деревни.
Именованные притоки: Усина, Лиственничная, Чёрная.

## Данные водного реестра
По данным государственного водного реестра России относится к Двинско-Печорскому бассейновому округу, водохозяйственный участок реки — Мезень от истока до водомерного поста у деревни Малонисогорская. Речной бассейн реки — Мезень.
Код объекта в государственном водном реестре — 03030000112103000044947.